# Lourenço de Almeida (governador de Pernambuco)
Lourenço de Almeida (c. 1680 — Lisboa, 17 de outubro de 1750), moço fidalgo (1688), fidalgo escudeiro (1689), fidalgo cavaleiro, filho do 2.º Conde de Avintes e irmão mais novo do 3.º Conde de Avintes e do futuro Cardeal-Patriarca de Lisboa, D. Tomás de Almeida, foi Comendador de Borba de Gondim (1701) na Ordem de Cristo. 

## Biografia
Nunca teve falta de protecção na Corte. Destinava-se ele próprio à carreira eclesiástica, como ensina Charles Boxer em «The Golden Age of Brazil», página 368, tendo, por isso, estudado Direito Canónico na Faculdade de Cânones da Universidade de Coimbra por muitos anos. Mudou de ideias entretanto e, mesmo tendo-se formado, decidiu-se pela carreira militar.
Serviu na Índia, para onde embarcou em 1697, onde foi Capitão de Infantaria e Capitão de Mar e Guerra, Fiscal (ou Contra-Almirante) aquando da infeliz expedição de socorro a Mombaça em 1698-1699, e Capitão-Mor da Armada do Norte. Diria mais tarde o Conde de Sabugosa que D. Lourenço tinha passado 17 anos na Índia, onde casou e fez fortuna no comércio dos diamantes. O que não é uma observação correcta, pois nas suas Cartas-Patente como Governador de Pernambuco consta que servira na Índia Portuguesa pelo espaço de seis anos, nove meses e dezesseis dias. O Marquês de Angeja que, como Conde de Vila Verde, fora Vice-Rei da Índia Portuguesa, escreveu em 1715 que ele fora seu camarada na Índia, e conhecia por experiência pessoal o seu grande bom senso.
Voltando ao Reino de Portugal em 1704, foi Governador de Pernambuco de 1715 a 1718 e das Minas Gerais, onde substituiu o Conde de Assumar, D. Pedro de Almeida Portugal, e comandou ali de 1721 a 1732. Foi muito relembrado por seus bons modos e sua tolerância. Não se esqueceu de defender os interesses dos colonos ao retornar ao Reino, sendo severo crítico do esquema de Alexandre de Gusmão para o tributo sobre o ouro se fazer pelo método de capitação.
Por iniciativa sua, o Governo de Minas Gerais foi transferido da Vila do Carmo, hoje Mariana, para Vila Rica, depois Ouro Preto, que era mais rica e mais importante. Notou o 4.º Conde da Ericeira no seu diário que, quando D. Lourenço finalmente retornou a Lisboa, em Abril de 1733, não declarou na Alfândega mais do que 80.000 cruzados, quando se soube que um só criado seu trouxe um diamante de 82 quilates. O Conde repete a historieta de que, quando um amigo perguntou a D. Lourenço se tinha voltado de verdade com uma fortuna enorme, replicou com uma afirmativa, mas acrescentou cinicamente que «tinha muito a comprar, pouco a dar, nada a emprestar».
Em 1721 o rei fez mercê de o tornar membro “do seu Conselho".

## Casamentos e descendência
Na India havia casado primeira vez com sua prima-irmã D. Maria Rosa de Almeida Portugal (c. 1680 - ?), filha de seu tio paterno D. Miguel de Almeida, que na Índia foi General das Armadas do Estado, Governador da Índia e de Damão, e de sua mulher Paula Iria Corte Real, filha de Manuel Corte-Real de Sampaio e de sua mulher Francisca da Cunha, tendo casado segunda vez sem geração com Isabel Catarina Henriques (c. 1700 - ?). Tiveram três filhos e uma filha: 
- D. Miguel de Almeida (nascido em 1698), Religioso de São João de Deus
- D. Isabel, cedo morta
- D. Luís de Almeida, Capitão de Cavalos dum Regimento da Corte, casado primeira vez com sua prima-irmã D. Brites de Borbon, Dama do Paço, filha de D. Álvaro da Silveira e de sua mulher, morta de parto, deixando uma filha logo morta, e casado segunda vez a 5 de Agosto de 1737 casou com D. Luísa Romualda de Meneses, filha do 2.º Conde de Santiago de Beduído e de sua mulher e, a pouco tempo de casado, morreu sem posteridade
- D. Manuel Caetano Lourenço de Almeida (Lisboa, Santa Marinha, 15 de Agosto de 1708 - ?), casado com Teresa de Jesus Xavier Botelho de Lancastre (17 de Outubro de 1724 - Lisboa, São Vicente de Fora, 2 de Julho de 1799), filha do 3.° Conde de São Miguel, Tomás José Botelho de Távora, de quem herdou a Casa, e de sua mulher Juliana Xavier de Lancastre, com descendência.